# Ана-Мария Трайкова
Ана Мария Трайкова е изпълнителка на шопски, тракийски и авторски песни на фолклорна основа.

## Биография
Родена е и живее в село Панчарево край София.
За музиката я откриват случайно, когато е едва на 5 години. Талантът ѝ я прави част от протокола на българските правителства до 1985 г. Още от малка става част от визитката на България. Наричат я „малката певица на президента Тодор Живков“. Пяла е пред Михаил Горбачов, Франсоа Митеран, Фидел Кастро и др.
През годините Ана-Мария е била солист на „Мистериите на българските гласове“, Ансамбъл „Филип Кутев", Държавен ансамбъл „Тракия“ – Пловдив, Фолклорна фoрмация „Фолк династия“, Детски ансамбъл „Изворче“ към Двореца на децата, солист към БНР и Берковска духова музика, солист на формация „Иесис“ – Гърция, където си партнира със световни звезди като Дейвид Линч и Петрос Куртис.
Работи с международните музикални компании: LYRA – Гърция, Nuits D'Artistes – Франция, Doublemoon – Pozitif – Турция и лично с кларинетиста Хюсню Шенлендириджи, Ginger – Франция, Cesam International – Франция, както и с Diapason records и „Ара Аудио – Видео“ в България. 
Ана-Мария е единствената балканска певица, която е избрана да озвучи с гласа си дългометражен игрален филм, продукция на Нова Зеландия, който е представен на Филмовия фестивал в Кан през 2019 г.